# Siebel Fh 104
Il Siebel Fh 104 "Hallore" era un bimotore da trasporto e da collegamento ad ala bassa prodotto dall'azienda tedesca Siebel Flugzeugwerke WG negli anni trenta.
Inizialmente destinato al mercato dell'aviazione civile leggera e a quello dell'aviazione turistica e sportiva, venne in seguito adottato dalla Luftwaffe. Dal modello verrà sviluppato il Si 204.

## Storia del progetto
Nel 1935 il Reichsluftfahrtministerium (RLM), il ministero che nel periodo della Germania hitleriana sovraintendeva l'intera aviazione tedesca, emise una specifica per la fornitura di un velivolo da trasporto leggero in grado di portare 5 passeggeri. Alla richiesta risposero la Gothaer Waggonfabrik, con il suo Go 146, e la Klemm Leightflugzeugbau con un suo progetto che assunse la denominazione Kl 104, mutato poi in Fh 104 per l'acquisizione dell'azienda da parte della Flugzeugwerk Halle. Successivamente quest'ultima venne assorbita dalla Siebel Flugzeugwerke Halle mantenendone comunque il prefisso nella sigla, analogamente a quanto fatto alla Messerschmitt che mantenne in alcuni modelli il prefisso Bf inizialmente assegnato dall'RLM alla Bayerische Flugzeugwerke AG (BFW).
Nel 1934 Hanns Klemm aprì un nuovo sito produttivo ad Halle sul Saale, per la produzione di velivoli completamente metallici (al contrario dei normali velivoli leggeri prodotti fino ad allora da Klemm) e trasferì le risorse dedicate allo sviluppo del nuovo velivolo bimotore Klemm Kl 104 nello stabilimento di Halle, rinominando il velivolo come Fh 104. Klemm affidò il controllo dello stabilimento a Fritz Siebel nel 1936, tuttavia assunse l'incarico di consulente tecnico ed ingegnere anziano contribuendo alle ultime fasi di sviluppo del modello.
L'Fh 104 era caratterizzato dalla fusoliera metallica, da ali ricoperte in legno e dal carrello ad azionamento idraulico che si ritraeva nella parte inferiore delle gondole dei motori.
Il prototipo, immatricolato con marche civili D-IEHR, venne portato in volo con successo per la prima volta nella seconda parte degli anni trenta, tuttavia le fonti non sono concordi sul preciso anno indicando il 1936, anno in cui si afferma venne anche avviata la produzione in serie, oppure il 25 febbraio 1937 ai comandi del pilota collaudatore Wolfgang Ziese, quindi dopo aver ricevuto l'autorizzazione dall'RLM, avviato alla produzione nell'agosto di quello stesso anno.
Il modello venne soprannominato "Hallore", che è il soprannome dato ai nativi di Halle.

## Tecnica
L'Fh 104 era un velivolo realizzato in tecnica mista dall'impostazione convenzionale, configurazione bimotore traente con velatura monoplana.
La fusoliera, di costruzione metallica in duralluminio e realizzata posteriormente con struttura in correntini ed ordinate ricoperta da pannelli sagomati, integrava la cabina di pilotaggio monoposto e lo scompartimento passeggeri con quattro posti a sedere e sezione bagagliaio separata. L'accesso avveniva da due portelli posizionati sul lato sinistro della fusoliera all'altezza dell'ala, così come per lo scompartimento bagagli, più arretrato. Posteriormente terminava in un impennaggio classico monoderiva con piani orizzontali a sbalzo.
La configurazione alare era monoplana, con ala, posizionata bassa e a sbalzo sulla fusoliera, realizzata con struttura integralmente lignea in due pezzi, bilongherone con centine in legno di pino, dotata sul bordo d'uscita di alettoni ed ipersostentatori. La stessa integrava le gondole dove erano posizionati i motori e dove si ritraevano, idraulicamente con comando a pulsante, le componenti anteriori del carrello d'atterraggio. Quest'ultimo, era un triciclo classico con le gambe di forza anteriori ammortizzate retrattili con movimento verso coda ed integrato da un ruotino d'appoggio posteriore.
La propulsione era affidata ad una coppia di motori Hirth HM 508, degli otto cilindri a V rovesciata raffreddati ad aria che nella versione D, adottata dal modello, erano in grado di erogare una potenza pari a 280 PS (206 kW) ciascuno, posizionati nelle gondole alari in configurazione traente ed abbinati ad eliche bipala.

## Impiego operativo
Almeno 15 furono gli esemplari immatricolati civilmente in Germania prima dell'inizio del conflitto.
Durante la seconda guerra mondiale l'Fh 104 venne utilizzato come aereo da trasporto leggero per gli ufficiali anziani della Wehrmacht e personale della Luftwaffe tra cui Adolf Galland, Albert Kesselring e Ernst Udet. Inoltre fu su uno di questi modelli che perse la vita, il 21 agosto 1942, Carl August von Gablenz, personalità di spicco nella storia dell'aviazione tedesca, ufficiale e direttore della Deutsche Luft Hansa (DLH), assieme all'allora ministro dell'istruzione Carl Krümmel ed alcune altre personalità militari e politiche tedesche, per un incidente aereo a Mühlberg an der Elbe in circostanze mai chiarite.

### Attività sportiva e primati
Gli Fh 104 vennero inoltre utilizzati come aereo da competizione in alcune manifestazioni aeree del periodo, tra le quali, nel luglio del 1938, il III Avio Raduno del Littorio, svoltosi sull'Aeroporto dell'Urbe dove riuscì ad aggiudicarsi un premio, e nella prima edizione dell'Internationalen Lufttrennen, svoltasi sull'Aeroporto di Francoforte sul Meno, dove risultarono i più veloci velivoli partecipanti, primato bissato anche nella seconda edizione del 1939.
L'Fh 104 riuscì inoltre ad acquisire alcuni primati di categoria. Nel settembre di quello stesso anno un esemplare compì un raid attorno all'Europa su una rotta di 6 200 km che lo vide sorvolare dodici diverse nazioni in 21 h di volo stabilendo un primato di distanza quindi, nel 1939, un altro esemplare riuscì a compiere 40 000 km volando intorno all'Africa.

## Utilizzatori
Cecoslovacchia
- Češkoslovenske Vojenske Letectvo

 Germania
- Luftwaffe

 Slovacchia
- Slovenské vzdušné zbrane